# Hydnocerinae
Hydnocerinae es una subfamilia de coleópteros polífagos de la familia Cleridae.

## Géneros
| - Abrosius Fairmaire, 1902 - Achlamys C.O.Waterhouse, 1879 - Allelidea G.R.Waterhouse, 1839 - Blaesiophthalmus Schenkling, 1903 - Brachycallimerus Chapin, 1924 - Brachyptevenus - Callimerus Gorham, 1876 - Cephaloclerus Kuwert, 1893 - Cucujocallimerus Pic, 1929 - Emmepus Motschulsky, 1845 - Eurymetopum Blanchard, 1842 - Hydnocera - Isohydnocera Chapin, 1917 | - Isolemidia Gorham, 1877 - Laiomorphus Pic, 1927 - Lasiocallimerus Corporaal, 1939 - Lemidia Spinola, 1841 - Neohydnus Gorham, 1892 - Parmius Sharp, 1877 - Paupris Sharp, 1877 - Phyllobaenus - Silviella Solervicens, 1987 - Solemidia - Stenocallimerus Corporaal & Pic, 1940 - Theano Laporte de Castelnau, 1836 - Wolcottia Chapin, 1917 |

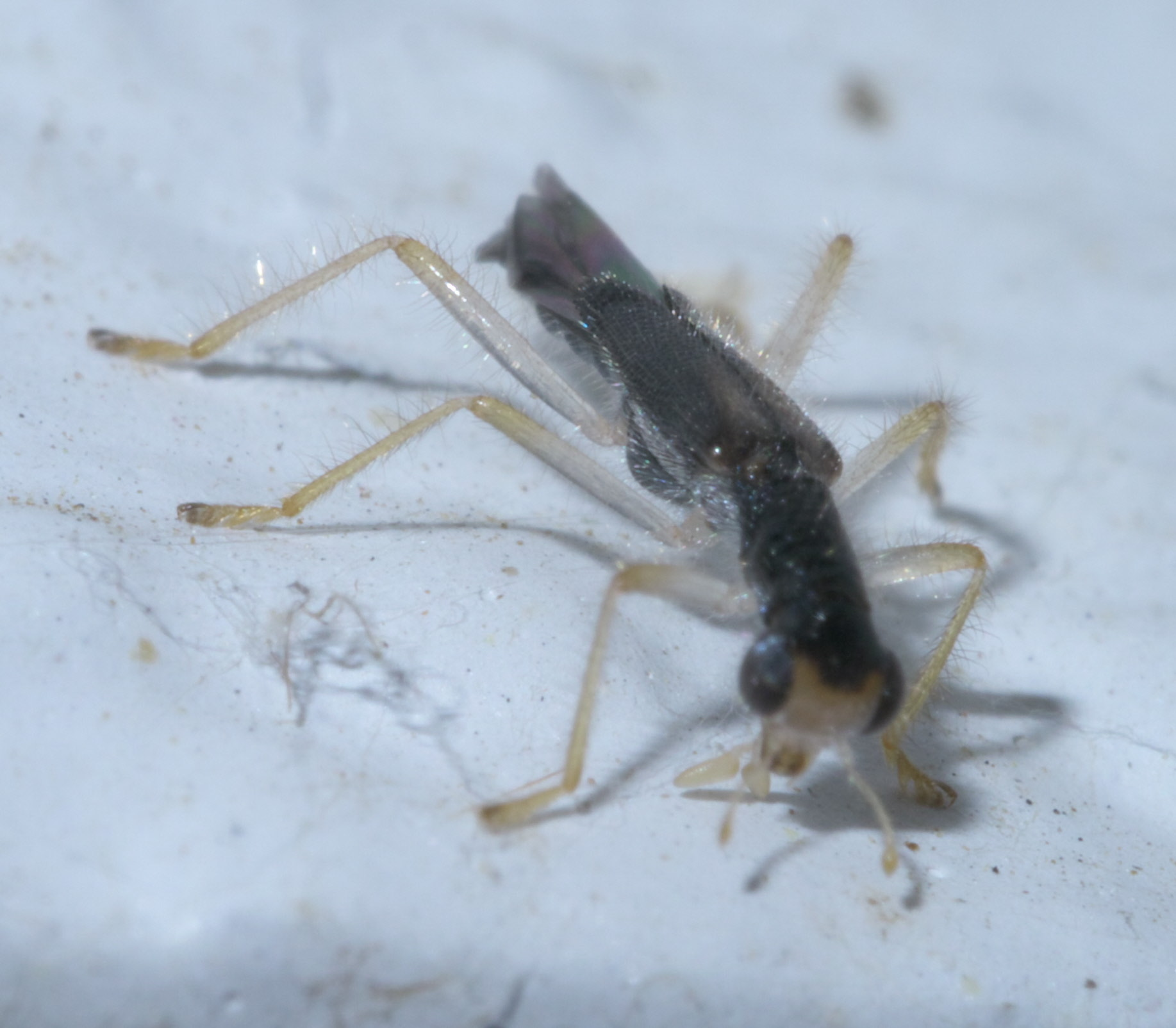
Isohydnocera curtipennis.